# Lagares de Proença-a-Velha

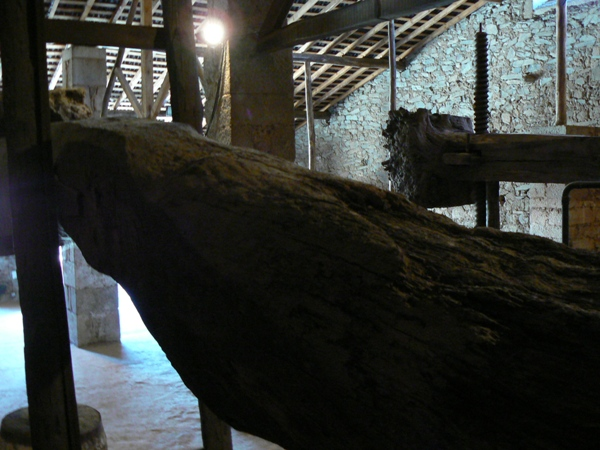
Foto 1 - Lagar de Varas

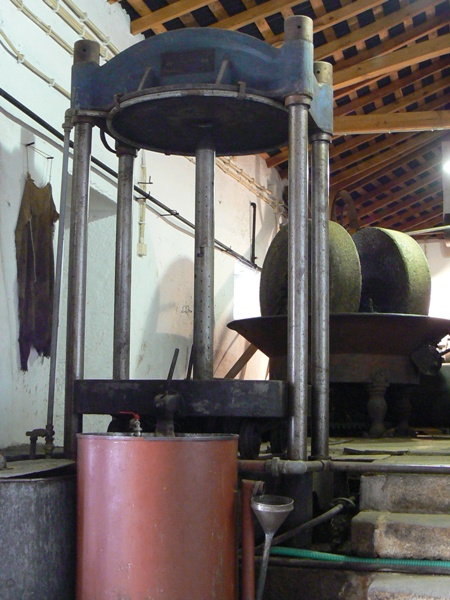
Foto 3 - Prensa Hidráulica

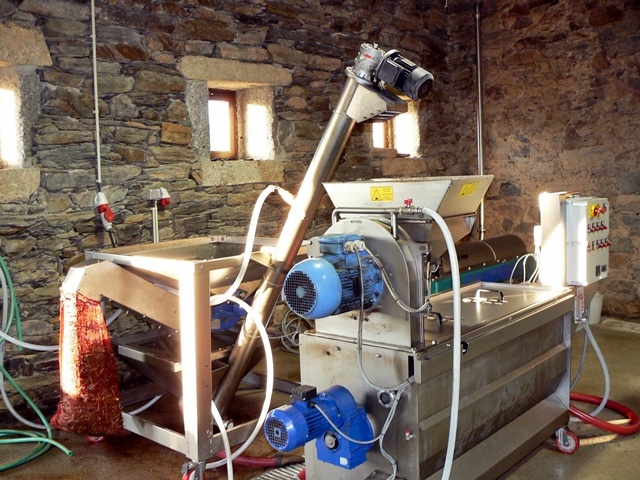
Foto 4 - Linha Automática de Produção Azeite

Lagares de Proença-a-Velha (ou Núcleo Museológico do Azeite), localizado na freguesia portuguesa de Proença-a-Velha, é um complexo museológico dedicado ao azeite, integrado na "rede" de museus do Centro Cultural Raiano, no Município de Idanha-a-Nova.
A recuperação de um antigo complexo agrícola (arraial beirão), localizado bem no interior do espaço urbano da povoação de Proença-a-Velha, que incluía, para além dos lagares, palheiros, cabanais para abrigo de gado, furdas (pocilgas para porcos) e telheiros.
O espaço que pertenceu aos Condes de Proença-a-Velha foi adquirido na última década do séc XX, pela Câmara Municipal de Idanha-a-Nova, aos seus proprietários da altura, a família Pinto da Rocha.
Actualmente o espaço possui 4 Lagares de tecnologias e épocas diferentes, 3 deles in situ:
- Lagar com 2 prensas de Varas, com galgas de tracção animal (in situ),  (foto 1);
- Lagar com 1 prensa de Parafuso, com galgas movidas a água (transferido das Donas, Fundão), (foto 2);
- Lagar com 2 prensas Hidráulicas, com galgas de tracção mecânica (in situ), (foto 3);
- Nova Linha Automática de Produção de Azeite (2009)(in situ), (foto 4).

Inclui ainda um espaço para a recepção, na qual funciona o Posto de Turismo de Proença-a-Velha. Está aberto ao público e pode ser visitado todos os dias, excepto às 2ªs feiras.
Num dos antigos Palheiros foi criada uma Galeria de Exposições, onde se apresenta uma breve história da introdução da oliveira e do azeite em Portugal e nesta região.